# 스위스의 중립
스위스의 중립은 스위스 외교 정책의 주요 원칙 중 하나이며, 이는 스위스가 다른 국가 간의 무력 충돌에 개입하지 않도록 규정하고 있다. 이 정책은 대외 안보를 보장하고 평화를 증진하기 위해 자체적으로 수립되고 고안되었다.
스위스는 세계에서 가장 오래된 군사적 중립 정책을 갖고 있다. 1815년 파리 조약으로 중립이 확립된 이후로 외국 전쟁에 참여한 적이 없지만, 1847년에 내전이 일어났다.
유럽 (오스트리아, 프랑스, 영국, 포르투갈, 프로이센, 러시아, 스페인, 스웨덴)은 1815년 5월 빈 회의에서 스위스가 중립을 유지해야 한다는 데 합의했지만, 최종 비준은 나폴레옹 보나파르트가 패배한 이후까지 지연되었다. 일부 연합군은 스위스 영토를 통해 프랑스를 침공할 수 있었다.
이 나라는 종교개혁 시대까지 거슬러 올라가도 무장 중립의 역사를 갖고 있다. 1815년 이후 국제적으로 전쟁 상태에 참여한 적이 없으며 2002년까지 유엔에 가입하지 않았다. 적극적인 외교 정책을 추구하며 전 세계의 평화 구축 과정에 자주 참여한다.
2022년 세계 경제 포럼 연설에서 스위스 대통령 이그나치오 카시스에 따르면, 스위스의 중립법은 "전쟁 참여 금지, 국제 협력 금지, 군사 동맹 가입 금지, 병력 제공 금지"를 포함하는 헤이그 협정 원칙에 기초하고 있다. 또는 전쟁 당사자에게 무기를 제공하고 전환 권한을 부여하지 않는다."라고 하였다.

## 같이 보기
- 중립국
- 핀란드화
- 내정 불간섭의 원칙
- 스웨덴의 중립